# Съвършен паралелепипед
Съвършен паралелепипед или перфектен кубоид се нарича правоъгълен паралелепипед, в който всичките седем основни величини (три ръба, диагонали на стените и телесен диагонал) са цели числа. С други думи, перфектният кубоид е решение на системата от следните диофантови уравнения в цели числа:
{\displaystyle {\begin{cases}a^{2}+b^{2}=d^{2},\\a^{2}+c^{2}=e^{2},\\b^{2}+c^{2}=f^{2},\\a^{2}+b^{2}+c^{2}=g^{2}.\end{cases}}}
Компютърният анализ показва, че ако съществува съвършен паралелепипед:
- най-малкият ръб трябва да е по-голям от 5 × 1011. [2]
- нечетният ръб трябва да е по-голям от 2,5 × 1013. [2]
- пространственият диагонал g трябва да бъде по-голям от 9 × 1015. [3]

През 2005 г. студентът Лаша Маргишвили от Тбилиси е предложил доказателство, че целочислен кубоид не съществува, но към 2009 г. работата още не е проверена от независими учени.
От септември 2017 г. проектът за разпределени изчислителни системи yoyo@home  започна да търси съвършен паралелепипед. Стартира подпроектът Perfect Cuboid, който се занимава с намирането на правоъгълни паралелепипеди в естествени числа: Perfect, Edge, Face (цяло), както и някои видове паралелепипеди в комплексни числа (Perfect Complex, Imaginary и Twilight). От октомври 2018 г. подпроектът гласи, че ако съществува съвършен паралелепипед, неговият пространствен диагонал трябва да бъде по-голям от 253 ≈ 9 × 1015. 
Все още не е известно дали съществува такъв паралелепипед. До март 2020 г. компютърното търсене не е намерило нито един съвършен паралелепипед с ръбове до 2,5.1013. .
Въпросът за съществуването на съвършен паралелепипед е свързан с три хипотези (предположения) за кубоидите – ако те са верни, то съвършен паралелепипед не съществува.

## Свойства
Известни са някои факти за свойствата, които трябва да бъдат изпълнени от примитивен перфектен кубоид, ако такъв съществува, въз основа на модулна аритметика: 
- Един ръб, два лицеви диагонала и пространственият диагонал трябва да са нечетни, един ръб и оставащият лицев диагонал трябва да се делят на 4, а оставащият ръб трябва да се дели на 16.
- Два ръба трябва да имат дължина, делима на 3 и поне един от тези ръбове трябва да има дължина, делима на 9.
- Дължината на единия ръб трябва да се дели на 5.
- Дължината на един ръб трябва да се дели на 7.
- Дължината на един ръб трябва да се дели на 11.
- Единият ръб трябва да има дължина, кратна на 19.
- Дължината на един ръб или междинен диагонал трябва да се дели на 13.
- Дължината на един ръб, лицев диагонал или пространствения диагонал трябва да се дели на 17.
- Дължината на един ръб, лицев диагонал или пространствения диагонал трябва да се дели на 29.
- Дължината на един ръб, лицев диагонал или пространствения диагонал трябва да се дели на 37.

В допълнение:
- Пространственият диагонал не е нито степен на просто число, нито продукт на две прости числа.[11]:с. 579
- Диагоналът на пространството може да съдържа само прости делители, които са равни на 1 по модул 4.[11]:с. 566[12]

Ако съществува идеален паралелепипед и {\displaystyle a,b,c} са неговите ръбове, {\displaystyle d,e,f} — съответните диагонали на лицето и {\displaystyle g} е пространственият диагонал, тогава
- Триъгълникът с дължини на страните {\displaystyle (d^{2},e^{2},f^{2})} е Херонов триъгълник с площ {\displaystyle abcg} с ъглополовящи на рационален ъгъл.[13]
- Остроъгълният триъгълник с дължини на страните {\displaystyle (af,be,cd)} и тъпоъгълните триъгълници с дължини на страните {\displaystyle (bf,ae,gd),(ad,cf,ge),(ce,bd,gf)} са херонови триъгълници с площ, равна на {\displaystyle {\frac {abcg}{2}}}.

## Кубоидни предположения
Трите кубоидни предположения са три математически твърдения, претендиращи за нередуцируемост на три едномерни полинома с цели коефициенти, зависещи от няколко целочислени параметъра. Предположенията са свързани с проблема за съвършения паралелепипед. Въпреки че не са еквивалентни на проблема за съвършения паралелепипед, ако всичките тези три предположения са валидни, тогава не съществува съвършен паралелепипед. Те не са нито доказани, нито опровергани.
Кубоидно предположение 1. За всеки две положителни цели взаимно прости числа {\displaystyle a\neq u} полиномът от осма степен

| {\displaystyle P_{au}(t)=t^{8}+6\,(u^{2}-a^{2})\,t^{6}+(a^{4}-4\,a^{2}\,u^{2}+u^{4})\,t^{4}-6\,a^{2}\,u^{2}\,(u^{2}-a^{2})\,t^{2}+u^{4}\,a^{4}} | \| \| \| \| \| \| \| \| | (1) |
| |                         |     |
| |                         |     |
е нередуцируем върху пръстена от цели числа {\displaystyle \mathbb {Z} }.
Кубоидно предположение 2. За всеки две положителни цели взаимно прости числа {\displaystyle p\neq q} полиномът от десета степен

| {\displaystyle {\begin{aligned}Q_{pq}(t)={}&t^{10}+(2q^{2}+p^{2})(3q^{2}-2p^{2})t^{8}\\[4pt]&{}+(q^{8}+10p^{2}q^{6}+4p^{4}q^{4}-14p^{6}q^{2}+p^{8})t^{6}\\[4pt]&{}-p^{2}q^{2}(q^{8}-14p^{2}q^{6}+4p^{4}q^{4}+10p^{6}\,q^{2}+p^{8})t^{4}\\[4pt]&{}-p^{6}\,q^{6}\,(q^{2}+2\,p^{2})\,(-2\,q^{2}+3\,p^{2})\,t^{2}\\[4pt]&{}-q^{10}\,p^{10}\end{aligned}}} | \| \| \| \| \| \| \| \| | (2) |
| |                         |     |
| |                         |     |
е нередуцируем върху пръстена от цели числа {\displaystyle \mathbb {Z} }.
Кубоидно предположение 3. За всеки три положителни цели взаимно прости числа {\displaystyle a}, {\displaystyle b}, {\displaystyle u}, при които нито едно от условията

| {\displaystyle {\begin{array}{lcr}{\text{1)}}\qquad a=b;\qquad \qquad &{\text{3)}}\qquad b\,u=a^{2};\qquad \qquad &{\text{5)}}\qquad a=u;\\{\text{2)}}\qquad a=b=u;\qquad \qquad &{\text{4)}}\qquad a\,u=b^{2};\qquad \qquad &{\text{6)}}\qquad b=u\end{array}}} | \| \| \| \| \| \| \| \| | (3) |
| |                         |     |
| |                         |     |
не е изпълнено, полиномът от дванадесета степен

| {\displaystyle {\begin{aligned}P_{abu}(t)={}&t^{12}+(6u^{2}-2a^{2}-2b^{2})t^{10}\\&{}+(u^{4}+b^{4}+a^{4}+4a^{2}u^{2}+4b^{2}u^{2}-12b^{2}a^{2})t^{8}\\&{}+(6a^{4}u^{2}+6u^{2}b^{4}-8a^{2}b^{2}u^{2}-2u^{4}a^{2}-2u^{4}b^{2}-2a^{4}b^{2}-2b^{4}a^{2})t^{6}\\&{}+(4u^{2}b^{4}a^{2}+4a^{4}u^{2}b^{2}-12u^{4}a^{2}b^{2}+u^{4}a^{4}+u^{4}b^{4}+a^{4}b^{4})t^{4}\\&{}+(6a^{4}u^{2}b^{4}-2u^{4}a^{4}b^{2}-2u^{4}a^{2}b^{4})t^{2}+u^{4}a^{4}b^{4}.\end{aligned}}} | \| \| \| \| \| \| \| \| | (4) |
| |                         |     |
| |                         |     |
е нередуцируем върху пръстена от цели числа {\displaystyle \mathbb {Z} }.

## Почти съвършени паралелепипеди

### Правоъгълни паралелепипеди
Един почти съвършен правоъгълен паралелепипед (перфектен кубоид) има 6 от 7 дължини като рационални числа. Открити са няколко вида „почти съвършени“ правоъгълни паралелепипеди, в които всички величини са цели числа с изключение на една:
- Почти съвършен ръбов паралелепипед, в който един от ръбовете е нецяло число. Най-малкият е с ръбове {\displaystyle (520,576,{\sqrt {618\,849}})}, лицеви диагонали {\displaystyle (776,943,975)} и пространствен диагонал {\displaystyle 1105}. Друг е с ръбове {\displaystyle (18\,720,{\sqrt {211\,773\,121}},7800)}.
- Почти съвършен стенен паралелепипед – един от диагоналите на стените е нецяло число. Най-малкият е с ръбове {\displaystyle (104,153,672)}, лицеви диагонали {\displaystyle (185,680,{\sqrt {474\,993}})} и пространствен диагонал {\displaystyle 697}. Друг е с ръбове {\displaystyle (672,153,104)}. Има безкрайно много такива кубоиди.
- Почти съвършен пространствен паралелепипед – с нецелочислен пространствен диагонал. Нарича се още Ойлеров паралелепипед  в чест на швейцарския математик Леонард Ойлер, който обсъжда този тип кубоид и предоставя примера с ръбове {\displaystyle (104,153,672)}. [17][18] Известни са голям брой размери.

Към декември 2017 г. изчерпателното търсене преброява всички ръбови и стенни почти съвършени паралелепипеди с най-малък целочислен пространствен диагонал, по-малък от 1 125 899 906 842 624:
 194 652 са ръбови и 350 778 са стенни паралелепипеди.
Към юли 2020 г. има открити 167 043 почти съвършени паралелепипеда с най-малко цяло число, по-малко от 200 000 000 027: 61 042 са Ойлерови паралелепипеди, 57 103 са стенни, 32 286 са ръбови и 16 612 са паралелепипеди с дължина на ръба комплексно число.

### Наклонени паралелепипеди
Почти съвършен наклонен паралелепипед е този, в който всички линейни размери са цели числа, но не всички ъгли са прави. Той има целочислени дължини на ръбовете, лицевите диагонали и пространствения диагонал и поне един неправ ъгъл. Перфектният кубоид е специален случай на почти съвършен наклонен паралелепипед. През 2009 г. е доказано, че съществуват десетки почти съвършени наклонени паралелепипеди, отговаряйки на открит въпрос на Ричард Гай. Някои от тези паралелепипеди имат две правоъгълни лица. Най-малкият почти съвършен наклонен паралелепипед има ръбове {\displaystyle (271,106,103)}; къси лицеви диагонали {\displaystyle (101,266,255)}; дълги лицеви диагонали {\displaystyle (183,312,323)}; и диагонали на тялото {\displaystyle (374,300,278,272)}.

## Ойлеров паралелепипед
Правоъгълен паралелепипед, на който ръбовете, диагоналите на стените и пространственият (телесният) диагонал са цели числа, се нарича Ойлеров паралелепидед или „Ойлерова тухла“.
Дефиницията в геометрични термини е еквивалентна на решение на следната система от диофантови уравнения:
{\displaystyle {\begin{cases}a^{2}+b^{2}=d^{2}\\a^{2}+c^{2}=e^{2}\\b^{2}+c^{2}=f^{2}\end{cases}}}
където a, b, c са ръбовете и d, e, f са диагоналите на стените (лицата).
Трите целочислени дължини на ръбовете и трите целочислени дължини на лицевите диагонали на паралелепипеда също могат да се интерпретират като дължини на ръбовете на Херонов тетраедър, който също е ортосхема на Шлефли. Има безкрайно много херонови ортосхеми.

### Свойства
Свойствата на Ойлеровите паралелепипеди се отнасят до съотношения, делимост и нечетност на техните размери:
- Ако (a, b, c) е решение, тогава (ka, kb, kc) също е решение за всяко k. Следователно, всички решения в рационални числа са премащабиране на цели числа.
- При даден Ойлеров паралелепипед с дължини на ръбовете (a, b, c), тройката (bc, ac, ab) също представлява тухла на Ойлер.[24]:c. 106
- Дължините на поне два ръба се делят на 4. [24]:c. 106
- Дължината на поне един ръб се дели на 3 и на поне още един – на 9. [24]:c. 106,[25]
- Дължината на поне един ръб се дели на 5. [25]
- Дължината на поне един ръб се дели на 11. [24]:c. 106
- Дължината на един ръб се дели на 19. [25]
- Дължината на един ръб или пространствен диагонал се дели на 13. [25]
- Дължината на един ръб, лице или пространствен диагонал се дели на 17. [25]
- Дължината на един ръб, лице или пространствен диагонал се дели на 29. [25]
- Дължината на един ръб, лице или пространствен диагонал се дели на 37. [25]
- Дължината на един ръб се дели на 4, на втория се дели на 16, на третия е нечетно число [ако той е примитивен, то {\displaystyle {\text{НОД}}(a,b,c)=1}]. [25]
- Дължините на точно един ръб и два лицеви диагонала на примитивен Ойлеров паралелепипед са нечетни числа.[24]:c. 106

### История, формули и примери
Най-малките дължини на ръбовете са {\displaystyle a=44,b=117} и {\displaystyle c=240} с лицеви диагонали {\displaystyle d=125,e=244} и {\displaystyle f=267}, открити от Паул Халке през 1719 г.
Интересът към този проблем е бил висок през 18-ти век и през 1740 г. Николас Сондерсън намира параметрично решение, което приема (a, b, c) да е Питагорова тройка и винаги дава Ойлерови паралелепипеди, но не всички възможни. 
Нека {\displaystyle (u,v,w)} е питагорова тройка, т.е. {\displaystyle u^{2}+v^{2}=w^{2}}. Тогава ръбовете :с. 105
{\displaystyle a=u|4v^{2}-w^{2}|,\quad b=v|4u^{2}-w^{2}|,\quad c=4uvw}
определят диагоналите на стените
{\displaystyle d=w^{3},\quad e=u(4v^{2}+w^{2}),\quad f=v(4u^{2}+w^{2}).}
С параметричната формула на Сондерсън могат да бъдат генерирани безкраен брой Ойлерови паралелепипеди. 
През 1770 и 1772 г. Ойлер е намерил поне две параметрични решения на задачата, но нито едно не дава всички решения. Той описва две семейства на Ойлерови паралелепипеди (оттук и името), които са дадени с формули, подобни на тези за Питагоровите тройки. Тези семейства не включват всички Ойлерови паралелепипеди. Известно е, че сред тях не може да има перфектен кубоид. Едно от семействата, получено от Ойлер, е дадено от формулите за {\displaystyle n>3}:
{\displaystyle a=n^{6}-15n^{4}+15n^{2}-1,b=6n^{5}-20n^{3}+6n,c=8n^{5}-8n}.
Има много Ойлерови паралелепипеди, които не са параметризирани както по-горе, например тухлата на Ойлер с ръбове {\displaystyle (a,b,c)=(240,252,275)} и диагонали на лицето {\displaystyle (d,e,f)=(348,365,373)}. 
Има „неформулен“ начин за получаване на стойностите на страните на „производния“ паралелепипед на Ойлер въз основа на стойностите на първичен Ойлеров паралелепипед. За да се направи това, на фигурата се избират 3 триъгълника с цели стойности на страните. След това от ъглите на получените триъгълници чрез изчисляване на техния котангенс се определят питагоровите тройки. Тези тройки се въвеждат в таблицата. Чрез кръстосано подреждане на две стойности (от три) на питагорови тройки в таблица (използвайки определен алгоритъм от математически операции), се изчисляват стойностите на трите страни на „производния“ паралелепипед на Ойлер.
Няма пълно описание на всички Ойлерови паралелепипеди. Крайчик дава 257 варианта с нечетен ръб под 1 милион. Ф. Хeлениус е съставил списък с 5003 най-малки Ойлерови паралелепипеда, измерени по най-дългия ръб. Първите няколко са (240, 117, 44), (275, 252, 240), (693, 480, 140), (720, 132, 85), (792, 231, 160). По-долу са показани някои други малки примитивни решения, дадени като 

ръбове (a, b, c) — лицеви диагонали (d, e, f):
| ( | 85,  | 132,  | 720  | ) — ( | 157,  | 725,  | 732  | ) |
| ( | 140, | 480,  | 693  | ) — ( | 500,  | 707,  | 843  | ) |
| ( | 160, | 231,  | 792  | ) — ( | 281,  | 808,  | 825  | ) |
| ( | 187, | 1020, | 1584 | ) — ( | 1037, | 1595, | 1884 | ) |
| ( | 195, | 748,  | 6336 | ) — ( | 773,  | 6339, | 6380 | ) |
| ( | 240, | 252,  | 275  | ) — ( | 348,  | 365,  | 373  | ) |
| ( | 429, | 880,  | 2340 | ) — ( | 979,  | 2379, | 2500 | ) |
| ( | 495, | 4888, | 8160 | ) — ( | 4913, | 8175, | 9512 | ) |
| ( | 528, | 5796, | 6325 | ) — ( | 5820, | 6347, | 8579 | ) |

Дължините на най-късия, средния и най-дългия ръб (a, b, c) на най-малките (измерени чрез най-дългия ръб c) примитивни Ойлерови паралелепипеди имат следните стойности:
a: 44, 240, 140, 85, 160, 1008, 187, 429, 832, 780, 828, 1560, 528, 195, 1155, 1755, 495, 1575, 2964, 7840, 2925, 1008, 4368, 1080, 10296, 7579, 8789, 6072, 14112, 5643, 4599, 4900, 6435, 935, 7920, 7800, 4928, 7560, 23760, 1105, 2163, 2964. 
b: 117, 252, 480, 132, 231, 1100, 1020, 880, 855, 2475, 2035, 2295, 5796, 748, 6300, 4576, 4888, 1672, 9152, 9828, 3536, 1100, 4901, 1881, 11753, 8820, 10560, 16929, 15400, 14160, 18368, 17157, 24080, 17472, 15232, 23751, 10725, 13728. 
c: 240, 275, 693, 720, 792, 1155, 1584, 2340, 2640, 2992, 3120, 5984, 6325, 6336, 6688, 6732, 8160, 9120, 9405, 10725, 11220, 12075, 13860, 14560, 16800, 17472, 17748, 18560, 19305, 21476, 23760, 23760, 24684, 25704, 26649, 29920, 30780. 

## Връзка с елиптични криви
През 2022 г. Обри де Грей публикува  изследване на съвършените равнобедрени правоъгълни фрустуми, които той нарича „цокли“. Това са хексаедри с две правоъгълни стени с еднакво съотношение на страните (долната и горна основа са подобни правоъгълници) и четири стени, които са равнобедрен трапец. По този начин, както за почти съвършените паралелепипеди, перфектният кубоид би бил специален случай на перфектен цокъл. Съществуват перфектни цокли, но са много по-редки за даден размер от перфектните паралелепипеди или почти идеалните кубоиди. В последваща статия  Де Грей, Филип Гибс и Луи Хелм надграждат това откритие, за да изследват класове елиптични криви, които съответстват на перфектни цокли, почти съвършени паралелепипеди и други обобщения на перфектни кубоиди. По този начин те драстично увеличават диапазона, до който съвършените паралелепипеди кубоиди могат да бъдат търсени изчислително, и по този начин извличат убедителни косвени доказателства, че такива не съществуват. Те също така показват, че голяма част от Питагоровите тройки не могат да образуват лице на съвършен паралелепипед, като идентифицират няколко семейства елиптични криви, които трябва да имат положителен ранг, ако съществува съвършен паралелепипед. Независимо един от друг, Полсън и Уест показват, че съвършеният паралелепипед трябва да съответства на елиптична крива с конгруентно число от ранг поне 2.

## Правоъгълен паралелепипед в комплексни числа
Все още не е известно дали съществува съвършен правоъгълен паралелепипед в комплексни числа (съвършен комплексен паралелепипед). Въпреки това са открити много почти съвършени правоъгълни паралелепипеди в комплексни числа, в които всички величини освен една са цели числа:
- Комплексен ръбов паралелепипед (на английски: Imaginary) е този, в който един от ръбовете е имагинерно число. Най-малкият е с ръбове (√3344i, 60, 63), лицеви диагонали (16, 25, 87) и пространствен диагонал 65.
- Комплексен лицев (стенен) паралелепипед (на английски: Twilight) – в който освен ръба (ръбовете) и един от диагоналите на стените (лицата) е имагинерно число. Най-малкият е с ръбове (60i, √3344, 65), лицеви диагонали (16i, 25, 87), пространствен диагонал 63.
- Комплексен пространствен паралелепипед (на английски: Midnight) е този, който има ръб/ове, диагонал/и на стена(и) и пространствен диагонал, които са комплексни числа. Най-малък: с ръбове (60i, 63i, √3344i), лицеви диагонали (16i, 25i, 87i), пространствен диагонал 65i.

### Свойства
Известни са следните свойства на правоъгълни паралелепипеди в комплексни числа:
- Съществуването на който и да е почти съвършен лицев паралелепипед води до съществуването на 2 различни комплексни ръбови паралелепипеда. Например:

Почти съвършен лицев паралелепипед с ръбове (104, 153, 672), лицеви диагонали (185, 680, √474993) и пространствен диагонал 697 включва:
1. Комплексен ръбов паралелепипед с ръбове (104i, 185, 680), лицеви диагонали (153, 672, √496625), пространствен диагонал 697;
2. Комплексен ръбов паралелепипед с ръбове (153i, 185, 672), лицеви диагонали (104, √428175, 697), пространствен диагонал 680.

- Съществуването на всеки нецял ръб, лице или пространствен диагонал води до съществуването на 3 различни комплексни лицеви паралелепипеда. Например:

Почти съвършен стенен паралелепипед с ръбове (104, 153, 672), лицеви диагонали (185, 680, √474993), пространствен диагонал 697 включва:
1. Комплексен лицев паралелепипед с ръбове (153i, 104i, 697), лицеви диагонали (185i, 680, √474993), пространствен диагонал 672;
2. Комплексен лицев паралелепипед с ръбове (672і, 104і, 697), лицеви диагонали (680i, 185, √474993), пространствен диагонал 153;
3. Комплексен лицев паралелепипед с ръбове (672і, 153і, 697), лицеви диагонали (√474993i, 153, 672), пространствен диагонал 104.

- Съществуването на който и да е почти съвършен рационален (ръбов, стенен, пространствен) или комплексен ръбов и лицев паралелепипед предполага съществуването на комплексен пространствен паралелепипед, който се образува чрез умножаване на всички негови стойности по въображаемата единица i.
- Съществуването на всеки съвършен паралелепипед в естествени числа води до съществуването на 7 различни почти съвършени паралелепипеда в комплексни числа (3 лицеви и 4 пространствени):

Ако съществува съвършен паралелепипед с ръбове (A, B, C), лицеви диагонали (D, E, F) и пространствен диагонал G, тогава също има следните почти съвършени комплексни паралелепипеди:
1. Лицев с ръбове (Bi, Ci, G), лицеви диагонали (Fi, E, D) и пространствен диагонал A;
2. Лицев с ръбове (Ai, Ci, G), лицеви диагонали (Ei, F, D) и пространствен диагонал B;
3. Лицев с ръбове (Bi, Ai, G), лицеви диагонали (Di, E, F) и пространствен диагонал C;
4. Пространствен с ръбове (Ai, Bi, Ci), лицеви диагонали (Di, Ei, Fi) и пространствен диагонал Gi;
5. Пространствен с ръбове (B, C, Gi), лицеви диагонали (F, Ei, Di) и пространствен диагонал Ai;
6. Пространствен с ръбове (A, C, Gi), лицеви диагонали (E, Fi, Di) и интервален диагонал Bi;
7. Пространствен с ръбове (B, A, Gi), лицеви диагонали (D, Ei, Fi) и пространствен диагонал Ci.

## Галерия
- Приноси
- Паул Халке (1719)
- Николас Сондерсън (1740)
- Леонард Ойлер 
(1770 – 1772)
- Ричард Гай (2009)
- Обри де Грей (2022)